# 赞德福特赛道
赞德福特赛道（荷蘭語發音：[sɪrˈkʋi ˈzɑntfoːrt]）是位于荷兰赞德福特北部沙丘上的一条赛道，靠近北海沿岸。
赞德福特赛道為2021年世界一级方程式锦标赛的賽道，作為“復活”的荷蘭大獎賽所在地。

## 历史

### 30年代到80年代中期
早在在第二次世界大戰前已经有在赞德福特举办比赛的计划：第一场於赞德福特的市街賽道比赛于1939年6月3日举行。直到战后赞德福特才有永久性赛道落成，當時使用了德军修建的通信道路。不同與大眾所想，尽管约翰·休根霍尔兹在1949年成为首位赛道总监，之前亦曾参与荷兰汽车赛车俱乐部的主席，他不能被认为是赞德福特赛道的设计者；相反，1927年勒芒24小时耐力赛冠军获得者萨米·戴维斯于1946年7月被聘为赛道设计顾问，但赛道布局在某种程度上受到了现有道路的限制。
赛道上的第一场比赛，赞德福特獎盃賽（荷蘭語：Prijs van Zandvoort），于1948年8月7日举行。比赛在1949年更名为赞德福特大奖赛（荷蘭語：Grote Prijs van Zandvoort），然后在1950年更名为荷兰大奖赛（荷蘭語：Grote Prijs van Nederland）。1952年的比賽是赞德福特赛道首次作為世界錦標賽賽站之一，但當屆賽事是使用二级方程式的規格，而非像那一年的锦标赛所有欧洲站一样符合使用一级方程式规格，1953年亦雷同。荷兰大奖赛並未在1954年舉行，而賽道在1955年首次举行了真正的一级方程式比赛。荷蘭大獎賽於1956年和1957年再次停辦，並在1958年回归，此後成為一级方程式賽程上的固定比赛，直到1985年荷蘭大獎賽，20世纪的最后一場荷兰大奖赛。

### 1985年起
賽道因對附近居民造成的噪音影響等的一系列的問題而未能進行任何發展或升級，因此赛道管理者制訂了賽道改建計畫，将赛道的最南端迁移到远离住宅区的地方，并在原来的「内场」重建一个更壓縮的赛道。
这个计划在1987年1月獲得北荷兰省议会正式批准。然而赛道的經營者CENAV在几个月后宣告破产，标志着"Circuit van Zandvoort"的终结。由赞德福特市拥有的赞德福特赛道再次面临着丧失赛车运动的危险。有見於此，一間新的賽道營運公司Stichting Exploitatie Circuit Park於同年成立，並開始着手实施赛道重建计划。Circuit Park Zandvoort应运而生，在1989年夏季，赛道被改建为一条全长2.526公里的临时俱乐部赛道，而赛道的南部被用来建设Vendorado Bungalow Park和当地足球和曲棍球俱乐部的新场馆。
1995年，CPZ（Circuit Park Zandvoort）获得了荷兰政府的"A级"地位，并开始建设一个国际级大奖赛赛道。这个项目在2001年完成，当时赛道被重新设计成4.307 km（2.676 mi）长的赛道，新的维修站建筑也得以实现，一座新的看台坐落在长直道旁边。与DTM和A1GP一起，赞德福特赛道举办的一项重要赛事是RTL Formula 3大师赛，各国赛车系列的三级方程式赛车互相竞争，最初称为Marlboro Masters，然后因烟草广告禁令而改名。由于噪音限制令，这项比赛在2007年和2008年搬到了比利时的Zolder赛道举行。然而，这项比赛在2009年回到了它的历史发源地。
Circuit Park Zandvoort于2006年9月29日至10月1日举办了A1大奖赛的2006/07赛季的第一场比赛。2008年8月21日，官方A1GP网站报道，由于为新的比赛车辆建造新底盘的延迟，2008/09赛季的第一场比赛已从意大利的穆杰洛赛道移至赞德福特赛道，于2008年10月4日至5日举行。荷兰站于2010年搬到了阿森TT赛道。A1GP在第五个赛季破产，荷兰站被超级联赛方程式取代。
2018年11月，据报道，一级方程式管理机构（FOM）邀请了赞德福特赛道的所有者提出在2020年举办一级方程式大奖赛的提案。2019年3月，确认赞德福特和FOM已签署了一封意向书，以举办荷兰大奖赛，前提是能够获得私人资金来支付举办比赛的费用。设置了截止日期，最终决定将在2019年3月31日前作出。2019年5月14日，确认赞德福特将在2020年及以后至少三年举办荷兰大奖赛，并有权再举办两年。
亚诺·扎菲利对赛道进行了一些改动，以符合一级方程式的标准，包括在14号弯（Arie Luyendijkbocht）和3号弯（Hugenholtzbocht）增加了倾斜度，但总体布局保持不变。赞德福特市投资了400万欧元，用于改善赛道周围的基础设施，以提高对赛道的可达性。2019年8月29日，2020年赞德福特荷兰大奖赛被列入了初步赛程的第五站，在2020年5月3日，位于中国大奖赛和西班牙大奖赛之间。然而，由于COVID-19大流行，计划中的2020年比赛被取消，但一级方程式赛车最终于2021年9月5日重返赛道。2019年9月17日，宣布赞德福特将举办二级方程式锦标赛和三级方程式锦标赛，取代了这两个系列赛在保罗·里卡尔赛道的比赛。

## 赛道图片

大奖赛赛道 (1948–1971)
大奖赛赛道 (1972–1979)
大奖赛赛道 (1980–1989)
大奖赛赛道 (1990–1998)
大奖赛赛道 (1999–2019)
大奖赛赛道 (2020至今)